# Kroonjuwelen
De begrippen kroonjuwelen, rijksinsigniën en regalia worden vaak naast elkaar of door elkaar gebruikt. Maar zij duiden verschillende voorwerpen aan.
Kroonjuwelen is een begrip waaronder allerlei juwelen die verbonden zijn aan het koningschap worden verstaan. Vaak spreekt men ook over kroon en scepter als kroonjuwelen, maar dit is minder juist.
De kroonjuwelen zijn een collectie sieraden die aan het koningschap zijn verbonden. Het kan om diademen, ringen, colliers en broches gaan.
Vaak werd in testamenten vastgelegd dat bepaalde juwelen alleen door de regerende vorst konden worden geërfd. In een aantal landen, waaronder Zweden, is vastgelegd dat alleen de koning en zijn echtgenote de juwelen mogen dragen. In andere landen is ook gebruik door de andere leden van de Koninklijke Familie toegestaan.
Denemarken bezit sieraden die alleen door de Koningin mogen worden gedragen.

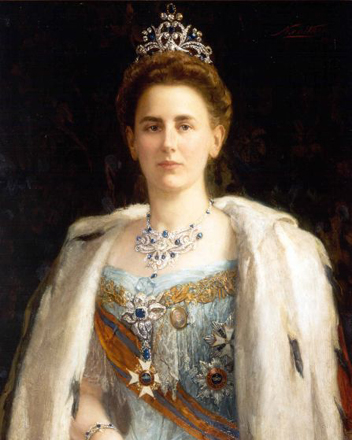
Koningin Wilhelmina draagt na haar huwelijk in 1901 de keten van de Mecklenburgse Orde van de Wendenkroon en haar saffieren diadeem en halssieraad. Dit nationaal geschenk dat bij haar huwelijk werd gegeven werd na Wilhelmina's overlijden op last van koningin Juliana gesloopt. De 800 edelstenen werden in moderne sieraden gezet.

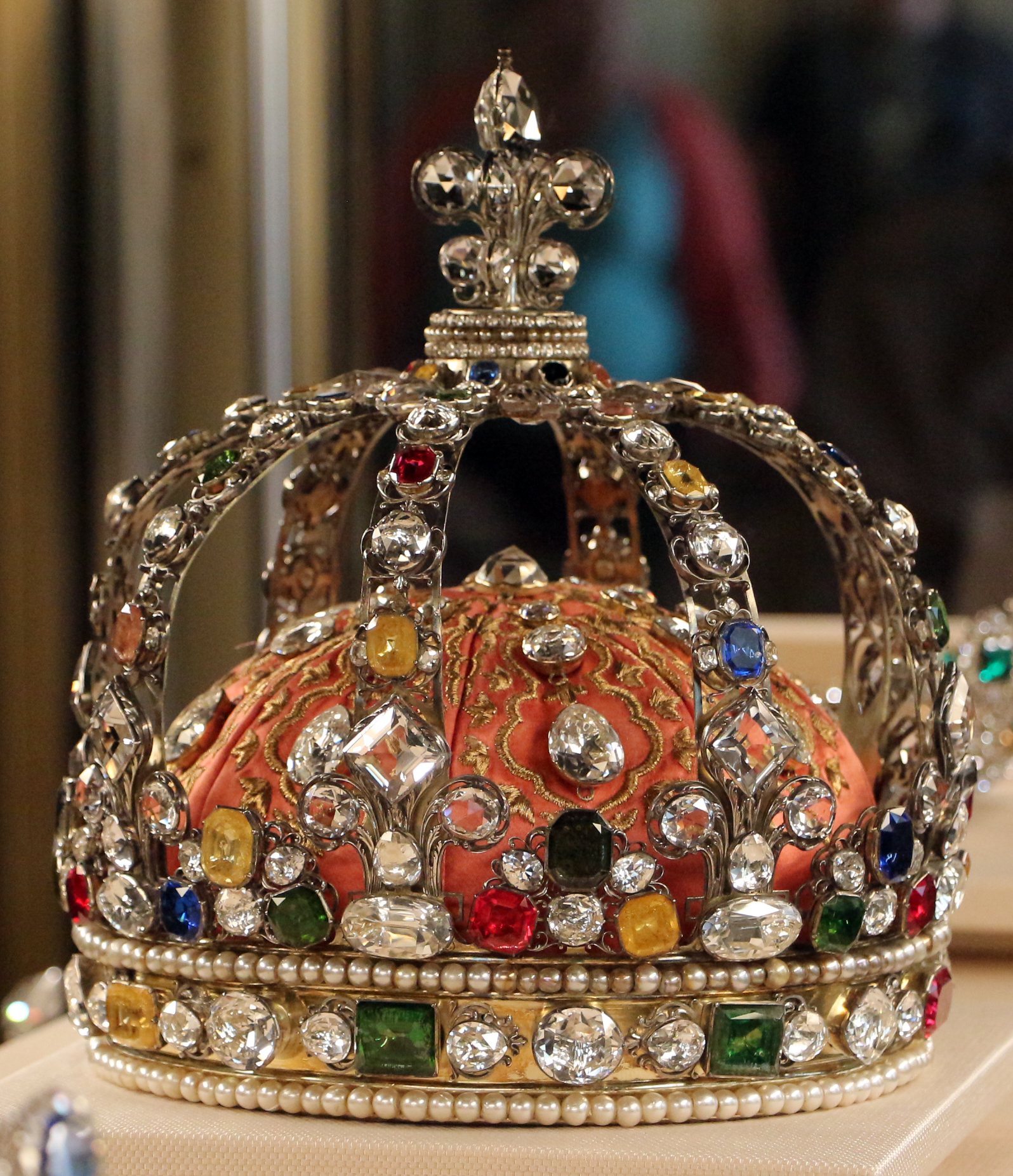
De kroon van koning Lodewijk XV van Frankrijk, vervaardigd in 1722, in de Galerie van Apollo van het Louvre.

In Groot-Brittannië dekken de begrippen kroonjuwelen en "Crown Jewels" elkaar ook niet. De regalia, een grote collectie kronen, scepters en zwaarden in de Tower in Londen worden steeds de "Crown Jewels" genoemd, maar ook de broche met de Cullinan IV en V, twee grote diamanten, is een kroonjuweel. 
Kenmerkend voor kroonjuwelen is dat zij bij het overlijden van een koning onverdeeld door diens opvolger in bezit en gebruik worden genomen. Men ziet deze bijzondere juwelen dan ook niet als een privébezit. 
Rijksinsigniën waren de voorwerpen die gebruikt werden bij de kroning van de Keizer van het Heilige Roomse Rijk van de Duitse Natie. Deze rijksinsigniën werden tot 1806 in Neurenberg bewaard en voor de kroning naar Frankfurt overgebracht. Sinds 1806 worden zij in Wenen bewaard.
Het gaat om meer dan juwelen; ook een codex (een boek) en diverse voorwerpen voor de eredienst zijn rijksinsigniën. 
De regalia zijn voorwerpen die door de koning bij diens kroning gedragen worden. De regalia hebben naast een economische en emotionele waarde, ook een grote symbolische waarde. Ze vertegenwoordigen als het ware de vorst. Tot de regalia behoren over het algemeen:
- de kroon
- de rijksstaf of scepter
- de rijksappel

## Nederland
In Nederland bezit het Huis Oranje-Nassau juwelen die ten tijde van koning Willem III, in 1853, voor het eerst "kroonjuwelen" werden genoemd. Eerder was sprake van familiejuwelen, huisdiamanten en huisjuwelen. Koningin Anna Paulowna liet vastleggen dat de juwelen die zij aan haar oudste zoon naliet "alleen door de koningin mochten worden gedragen". Deze collecties werden desondanks geregeld verdeeld en een deel van de historische sieraden kwam als erfenis of bruidsschat terecht in Zweden, Denemarken, Pruisen, Weimar en Frankrijk (Lodewijk XVII).

Om verdere versnippering van de collectie door erfdeling en verkoop te voorkomen werd een oplossing gezocht. Het vestigen van een Fideï-commis is in Nederland bij de wet verboden en koningin Juliana besefte dat haar juwelencollectie ooit door vieren zou moeten worden gedeeld. Er kwam daarom in 1963 een stichting "Regalia van het Huis Oranje-Nassau". In 1968 werden de Stichtingen "Kroongoederen", "Kroonjuwelen" en "Regalia" opgericht. In Zweden, Portugal en Thailand werd voor eenzelfde oplossing gekozen.

## Frankrijk
Tijdens de Franse Revolutie werden de kroonjuwelen die in de Garde-Meuble national werden bewaard, geplunderd en raakten verspreid. Koning Frans I was de grondlegger van deze collectie, die verder was uitgebreid onder Lodewijk XIV en zijn opvolgers. Er werd gedecreteerd dat deze juwelen onvervreemdbaar waren. Een opvallend stuk was de diamant van 140,64 karaat, Le Régent, die prijkte op de kronen van Lodewijk XV en XVI. De steen werd daarna verwerkt in het handvest van het keizerlijk zwaard van Napoleon I, die een deel van de kroonjuwelen terug samenstelde. Hij breidde de collectie ook uit, onder andere met een parure bestaande uit 38 smaragden gedragen door keizerin Marie-Louise. Ook burgerkoning Lodewijk Filips en keizer Napoleon III breidden de collectie verder uit. Deze kroonjuwelen worden tentoongesteld in de Galerie van Apollo in het Louvre.